# Parc Militar Nacional de Horseshoe Bend
El Parc Militar Nacional de Horseshoe Bend (Horseshore Bend National Military Park) és el lloc d'una batalla ferotge del mateix nom. Es troba al centre-est d'Alabama (Estats Units) i és administrat pel Servei de Parcs Nacionals. El parc va ser establert el 25 de juliol de 1956 i ocupa 825,56 hectàrees.
El 27 de març de 1814, uns 3.300 homes de l'exèrcit del General Andrew Jackson va atacar els gairebé mil guerrers "Red Sticks" dirigits pel cap Menawa de la nació creek. Les seves forces estaven fortificades a una corba en forma de ferradura (horseshoe en anglès) al riu Tallapoosa de la qual la confrontació va prendre el seu nom. Aquesta va ser l'última batalla de la Guerra Creek. La victòria decisiva a Horseshoe Bend va trencar el poder de la nació creek. Més de 800 membres de la tribu Upper Creek va morir en defensa de la seva pàtria. Aquesta va ser la major pèrdua de vida dels amerindis durant una sola batalla a la història dels Estats Units.
El 9 d'agost de 1814, la nació creek va signar el Tractat de Fort Jackson. Aquest acte va cedir 93.000 quilòmetres quadrats de terreny situat a Alabama i Geòrgia al govern dels Estats Units.